# NBA Street Vol. 2
NBA Street Vol. 2 — відеогра-симулятор баскетболу, розроблена EA Canada і видана EA Sports BIG. Це продовження NBA Street і друга гра в серії NBA Street серії. Випущена 28 квітня 2003 року для PlayStation 2, GameCube і вперше в серії на Xbox.